# 劇団4ドル50セント
劇団4ドル50セント（げきだんよんドルごじゅっセント）は、日本の劇団。2017年に秋元康とエイベックスの松浦勝人の共同プロデュースで設立。

## 概要
劇団4ドル50セントという劇団名は、トータルプロデュースを務める秋元康がファンであるジャニス・ジョプリンが、死亡した際に手に握っていた小銭の合計金額からとられた。劇団の立ち上げにあたってオーディションが行われ、約5000人から31人が選ばれた。この時、選ばれた劇団員の9割は演技の経験が全くなかった。劇団と銘打たれているが、演劇のみを行うのではなく、モデル、バラエティ番組への参加や音楽など様々な活動を行う。

## 略歴
2016年9月28日に秋元康が新たにプロデュースする新劇団としてメンバー募集を開始。
2017年8月23日に草月ホールで新劇団「劇団4ドル50セント」旗揚げ記者発表会を開催し、劇団員31名をお披露目。記者発表会では、初の演技とオリジナル楽曲「少年よ空を見ろ！」「愛があったら」の2曲を披露。また、プレ公演となる青山スパイラルホールでの秋元康原案・丸尾丸一郎脚本による舞台「18クラブ」（11月3日 - 11月5日）公演の開催を発表。8月28日にSHOWROOMで「劇団4ドル50セント旗揚げ記念特番」を配信。9月16日に幕張メッセで開幕したファッション&音楽イベント「Rakuten GirlsAward 2017 AUTUMN/WINTER」のオープニングアクトにおいて「少年よ空を見ろ！」「愛があったら」の2曲を一般に初披露。10月30日にPlayStation 4用ソフトウェア『コール オブ デューティ ワールドウォーII』の広告キャラクター決定を発表。12月28日から2018年1月5日まで旗揚げ公演のメインキャストを決める「メインキャスト決定オーディション」を開催。
2018年1月7日にSHOWROOMで旗揚げ公演のメインキャストを発表。2月19日から2月23日までLINE LIVEにて「劇団4ドル50セント“ブロードウェイ争奪企画”ラインライブ」を開催。5月28日から6月3日まで渋谷駅田園都市線連絡通路で「劇団4ドル50セント×SHOWROOM」の広告看板掲載。福島、國森、仲、田代、吉原、樹、尾崎、奈波がモデルとして出演。8月24日に時間取引所「タイムバンク」に掲載を開始し、劇団4ドル50セントの時間販売を開始。8月27日に渋谷スクランブル交差点のグリコビジョンで週末定期公演Vol.2 「夜明けのスプリット」の告知映像放送開始。9月7日に劇団4ドル50セントメールマガジン登録受付を開始。9月29日から10月5日まで第2回本公演「ピエロになりたい」のメインキャストを決める「メインキャスト決定オーディション」を開催。10月6日にYouTubeライブと各劇団員のSHOWROOMで第2回本公演「ピエロになりたい」のメインキャストを発表。10月6日に劇団4ドル50セント モバイルタニマチ制度の導入を発表。11月20日より映像配信サービスdTVで旗揚げ本公演「新しき国」を配信開始。12月28日より映像配信サービスdTVで第2回本公演「ピエロになりたい」を配信開始。
2019年8月8日より劇団4ドル50セント定期イベントの開催を開始。12月9日に劇団4ドル50セントとして初となる劇団「柿喰う客」とのコラボ公演の開催を発表。
2020年7月29日に劇団員の青木瞭がテレビ朝日系「仮面ライダーセイバー」に富加宮賢人・仮面ライダーエスパーダ役でレギュラー出演することを発表。
2021年2月6日にstand.fm にて公式ラジオ番組『劇団4ドル50セントの「オールナイトニッポンに出るまで続けるラジオ！」』の音声配信を開始。2月27日に劇団員自身で作成したミュージックビデオ第一弾「神様はいない」を劇団公式youtubeチャンネル「ドルセンTV」にて公開。5月28日に劇団員自身で作成したミュージックビデオ第二弾「愛があったら・・・」を劇団公式youtubeチャンネル「ドルセンTV」にて公開。8月1日に「ファンイベント2021夏」にてARスポーツ「HADO」と劇団がコラボしたイベント『HADO 劇団4ドル50セントCUP』(8月23日) の開催を発表。12月26日に「劇団4ドル50セント 年末イベント」にて新劇団員7名の入団と新劇団員＆劇団育成生募集オーディションの開催を発表。オーディションでは、2021年12月27日～2022年1月23日の募集/審査、1月下旬～2月下旬の公開審査、3月5日または6日の最終審査を経て、3月中旬に新劇団員＆劇団育成生をお披露目する予定であることを発表。
2022年2月25日に新劇団員＆劇団育成生募集オーディションの結果、最終審査に進む13名を発表。3月8日に新劇団員2名の入団と新劇団員＆劇団育成生募集オーディションで選考された11名の最終候補者に対する投票方法の要項を発表。6月4日にオリジナル公演『Take Off!!!!』の再演実施に伴う劇団員オーディションのスケジュール変更を発表。10月25日より劇団員男子メンバーによるsmash.LIVEでの日替わりリレー配信を開始。11月30日に新劇団員＆劇団育成生募集オーディションの開催を発表。12月16日に第3回本公演の詳細を発表。12月27日より新劇団員&劇団育成生募集オーディションの本選を開始。
2023年4月1日に新劇団員&劇団育成生募集オーディションの最終審査結果として、5名がエイベックス・AY・ファクトリーと育成契約を締結したことを発表。6月15日にスピンオフ公演「生まれたその日の空は青かった」の上演決定を発表。
2024年1月1日に新候補生として、3名がエイベックス・AY・ファクトリーと育成契約を締結したことを発表。3月15日よりファンコミュニティサービスアプリ「fanicon」にてファンコミュニティサイト『ドルセンハウス』をオープン。3月31日をもって使用していたクラウドのサービス終了に伴い『モバイルタニマチサイト』のサービスを終了。5月3日にフジテレビ「オールナイトフジコ」に出演し「少年よ 空を見ろ！」の生パフォーマンスを披露。8月18日に7周年記念イベントを開催し、『追憶のガラス』を上演。10月1日に2名の新メンバー 大槻理子・菅原理久十の加入を発表。

## 劇団員

### 現劇団員
| 名前       | よみ              | 生年月日               | 出身地   | 身長    | 備考                                           |
| ---------- | ----------------- | ---------------------- | -------- | ------- | ---------------------------------------------- |
| 久道成光   | ひさみち なりみつ | 1993年2月12日（32歳）  | 埼玉県   | 174cm   |                                                |
| 青木瞭     | あおき りょう     | 1996年2月26日（29歳）  | 神奈川県 | 187cm   |                                                |
| 岡田帆乃佳 | おかだ ほのか     | 1996年9月1日（28歳）   | 愛媛県   | 162cm   | リーダー                                       |
| 堀口紗奈   | ほりぐち さな     | 1998年3月31日（27歳）  | 大阪府   | 158cm   |                                                |
| 前田悠雅   | まえだ ゆうが     | 1998年10月19日（26歳） | 千葉県   | 160cm   |                                                |
| 國森桜     | くにもり さくら   | 1999年4月2日（26歳）   | 広島県   | 155.8cm |                                                |
| 安倍乙     | あべ おと         | 2000年1月18日（25歳）  | 大阪府   | 156cm   |                                                |
| 中村碧十   | なかむら みんと   | 2001年2月25日（24歳）  | 愛知県   | 168cm   |                                                |
| 仲美海     | なか みうみ       | 2001年9月6日（23歳）   | 福岡県   | 155.5cm |                                                |
| 瀬谷直矢   | せや なおや       | 1999年7月12日（25歳）  | 福島県   | 180cm   | 2021年12月26日開催の年末イベントにて入団を発表 |
| 森由姫     | もり ゆうき       | 1999年10月5日（25歳）  | 神奈川県 | 163cm   | 2021年12月26日開催の年末イベントにて入団を発表 |
| 宮地樹     | みやじ いつき     | 2001年3月2日（24歳）   | 福岡県   | 175cm   | 2021年12月26日開催の年末イベントにて入団を発表 |
| 田中音江   | たなか おとえ     | 2001年8月19日（23歳）  | 大阪府   | 163cm   | 2021年12月26日開催の年末イベントにて入団を発表 |
| 宮嶋璃乃   | みやじま りの     | 2003年8月11日（21歳）  | 富山県   | 171cm   | 2021年12月26日開催の年末イベントにて入団を発表 |
| 内田航     | うちだ わたる     | 1999年9月7日（25歳）   | 神奈川県 | 176cm   | 2022年3月8日 公式サイトにて入団を発表          |
| 吉川真世   | よしかわ まよ     | 1998年7月6日（26歳）   | 福井県   | 153cm   | 2022年3月8日 公式サイトにて入団を発表          |
| 大槻理子   | おおつき りこ     | 2001年12月4日（23歳）  | 東京都   | 165cm   | 2024年10月1日 公式サイトにて入団を発表         |
| 菅原理久十 | すがわら りくと   | 2001年1月20日（24歳）  | 石川県   | 180cm   | 2024年10月1日 公式サイトにて入団を発表         |

### 元劇団員
| 名前           | よみ              | 生年月日               | 退団日         | 備考                                       |
| -------------- | ----------------- | ---------------------- | -------------- | ------------------------------------------ |
| 結城麻后       | ゆうき あさみ     | 1995年7月6日（29歳）   | 2017年8月23日  |                                            |
| 小川恭平       | おがわ きょうへい | 1995年9月25日（29歳）  | 2018年5月20日  |                                            |
| 安田啓佑       | やすだ けいすけ   | 1997年4月26日（28歳）  | 2018年5月20日  |                                            |
| 奈波慎剛       | ななみ しんご     | 1994年7月8日（30歳）   | 2019年5月31日  |                                            |
| 蕪祐典         | かぶら ゆうすけ   | 1995年10月5日（29歳）  | 2019年5月31日  |                                            |
| 吉原奈緒花     | よしはら なおか   | 1998年3月6日（27歳）   | 2019年5月31日  |                                            |
| 横山玲菜       | よこやま れいな   | 1999年11月19日（25歳） | 2019年5月31日  |                                            |
| 山本将司       | やまもと まさし   | 1994年12月21日（30歳） | 2019年6月30日  |                                            |
| 糸原美波       | いとはら みなみ   | 1996年8月4日（28歳）   | 2019年6月30日  |                                            |
| 樹亜美         | たつき あみ       | 1998年8月11日（26歳）  | 2020年5月30日  |                                            |
| 谷口愛祐美     | たにぐち あゆみ   | 1998年1月17日（27歳）  | 2020年8月26日  |                                            |
| 湯川玲菜       | ゆかわ れいな     | 2001年1月29日（24歳）  | 2021年3月31日  |                                            |
| 福島雪菜       | ふくしま ゆきな   | 1998年11月11日（26歳） | 2021年8月31日  |                                            |
| 菅原麻由佳     | すがわら まゆか   | 1999年5月24日（26歳）  | 2022年3月31日  |                                            |
| 八鍬乃々       | やくわ のの       | 2000年12月20日（24歳） | 2022年6月30日  |                                            |
| 田代明         | たしろ あかり     | 1995年9月9日（29歳）   | 2022年7月31日  | 2022年7月18日 劇団主催の卒業イベントを実施 |
| 尾崎尉二       | おざき じょうじ   | 1993年12月29日（31歳） | 2022年7月31日  |                                            |
| 隅田杏花       | すみだ きょうか   | 1996年8月5日（28歳）   | 2023年4月30日  |                                            |
| 長谷川晴奈     | はせがわ はるな   | 1997年7月1日（28歳）   | 2023年4月30日  |                                            |
| 本西彩希帆     | もとにし さきほ   | 1998年5月27日（27歳）  | 2023年4月30日  | 2023年4月23日 劇団主催の卒業イベントを実施 |
| 小谷皐月       | こたに さつき     | 2003年7月24日（21歳）  | 2023年12月31日 |                                            |
| 立野沙紀       | たての さき       | 1994年11月13日（30歳） | 2024年4月30日  |                                            |
| 志賀愛咲       | しが かなさ       | 2003年12月27日（21歳） | 2024年9月24日  |                                            |
| うえきやサトシ | うえきや さとし   | 1990年6月21日（35歳）  | 2025年5月31日  |                                            |

## 主催公演
| タイトル                                                                           | 開催年月日                                       | 上演地                                                 | 公演数 | 備考 |
| ---------------------------------------------------------------------------------- | ------------------------------------------------ | ------------------------------------------------------ | --- | --- |
| 劇団4ドル50セント プレ公演 『The Making of $4.50「夢を見たけりゃ、目を開けろ。」』 | 2017年11月3日 - 5日                              | 南青山 スパイラルホール                                | 全3公演 | 脚本・演出：丸尾丸一郎（劇団鹿殺し） |
| 劇団4ドル50セント 旗揚げ本公演 『新しき国』                                        | 2018年2月8日 - 12日                              | 新宿 紀伊國屋ホール                                    | 全6公演 | 脚本・演出：丸尾丸一郎（劇団鹿殺し） |
| 劇団4ドル50セント 週末定期公演 Vol.1 『夜明けのスプリット』                        | 2018年6月30日 - 8月3日                           | 新宿 KeyStudio                                         | 全20公演 ・甲組公演 5公演 ・乙組公演 5公演 ・丙組公演 5公演 ・シャッフル公演 5公演                                                       | 脚本・演出：丸尾丸一郎（劇団鹿殺し） 7月28日 - 7月29日、8月3日に行われた各組公演とシャッフル公演の各千穐楽のカーテンコールで楽曲披露あり |
| 劇団4ドル50セント 週末定期公演 Vol.2 『夜明けのスプリット』                        | 2018年8月11日 - 9月14日                          | 新宿 KeyStudio                                         | 全20公演 ・甲組公演 5公演 ・乙組公演 5公演 ・丙組公演 5公演 ・シャッフル公演 3公演 ・マッドシャッフル公演 1公演 ・ベストナイン公演 1公演 | 脚本・演出：丸尾丸一郎（劇団鹿殺し） 9月8日 - 9月9日に行われた各組公演の各千穐楽のカーテンコールで楽曲披露あり 9月14日に行われたベストナイン公演終了後ミニライブあり |
| 劇団4ドル50セント 第2回 本公演 『ピエロになりたい』                                | 2018年11月22日 - 12月2日                         | 有楽町 オルタナティブシアター                          | 全14公演 | 脚本・演出：丸尾丸一郎（劇団鹿殺し） |
| 劇団4ドル50セント スマホドラマ 『劇場版 あなたがいなくて僕たちは』                 | 2019年7月3日 - 7月7日                            | 原宿駅前ステージ                                       | 全8公演 | 脚本・演出：山崎彬(悪い芝居) 監修：丸尾丸一郎（劇団鹿殺し） 公演は「お芝居(本編)」＋「ミニライブ」で行われ、7月7日に行われた千穐楽のカーテンコールでは追加での楽曲披露あり |
| 劇団4ドル50セント オムニバス公演 『カラフルボックス』 【3人芝居】                  | 2019年10月29日 - 11月4日                         | 劇場HOPE-ポケットスクエア                              | 全8公演 | 演出：中屋敷法仁（柿喰う客） 脚本：原野吉弘 出演： Aキャスト：前田悠雅・安倍乙・齋藤明里（柿喰う客） Bキャスト：湯川玲菜・國森桜・齋藤明里（柿喰う客） |
| 劇団4ドル50セント オムニバス公演 『白の待合室』 【5人芝居】                        | 2019年10月30日 - 11月4日                         | 劇場HOPE-ポケットスクエア                              | 全8公演 | 演出：中屋敷法仁（柿喰う客） 脚本：原野吉弘 出演： Aキャスト / Bキャスト：仲美海・樹亜美・谷口愛祐美・八鍬乃々・淺場万矢（柿喰う客） AキャストとBキャストで配役を変えて上演 |
| 劇団4ドル50セント×柿喰う客 コラボ公演 『学芸会レーベル』                           | 2020年1月30日 - 2月9日                           | DDD青山クロスシアター                                  | 全8公演 | 脚本・演出：中屋敷法仁（柿喰う客） 出演：福島雪菜、前田悠雅、岡田帆乃佳、仲美海、田代明（以上5名 劇団4ドル50セント） 牧田哲也、加藤ひろたか、淺場万矢、とよだ恭兵、村松洸希、永田紗茅（以上6名 柿喰う客） 小松準弥、広川碧、平田裕一郎                                                        |
| 劇団4ドル50セント×柿喰う客 コラボ公演 『アセリ教育』                               | 2020年1月31日 - 2月9日                           | DDD青山クロスシアター                                  | 全8公演 | 脚本・演出：中屋敷法仁（柿喰う客） 出演：福島雪菜、前田悠雅、岡田帆乃佳、湯川玲菜、隅田杏花、立野沙紀（以上6名 劇団4ドル50セント） 牧田哲也、加藤ひろたか、齋藤明里、永田紗茅（以上4名 柿喰う客） 小松準弥、広川碧、平田裕一郎                                                                |
| 劇団4ドル50セント×Mrs.fictions コラボ公演 『伯爵のおるすばん』                     | 2020年4月15日 - 4月19日 （公演延期）             |                                                        | | 脚本・演出 中嶋康太（Mrs.fictions）で、シアターグリーン BOX in BOX THEATER において全9公演実施の予定だった |
| 劇団4ドル50セント OPENREC.tv公演 『ときめきラビリンス』                            | 2020年6月26日 7月7日 7月9日 - 7月10日            | 動画コミュニティプラットフォーム「OPENREC.tv」で生配信 | 全6公演 | 脚本・演出：中屋敷法仁（柿喰う客） 出演：福島雪菜（6月26日・7月9日・7月10日 出演）、前田悠雅（7月7日・7月9日・7月10日 出演） |
| 劇団4ドル50セント×劇団ガバメンツ 8月オンライン OPENREC.tv公演 『LAUGH DRAFT』      | 2020年8月4日 8月17日 - 8月18日 8月24日 - 8月26日 | 動画コミュニティプラットフォーム「OPENREC.tv」で生配信 | 全7公演 | 脚本・演出：早川康介（劇団ガバメンツ） 出演：前田悠雅、本西彩希帆、谷口愛祐美、田代明、隅田杏花（以上5名 劇団4ドル50セント） 平山佳延、迫英雄 ゲスト出演：8月17日/18日 うえきやサトシ、8月24日/26日 久道成光、8月25日 尾崎尉二（以上3名 劇団4ドル50セント） 8月4日 檀上正博（劇団ガバメンツ） |
| 劇団4ドル50セント×劇団時間制作 8月オンライン OPENREC.tv公演 『大人になる、には』   | 2020年8月5日 - 8月6日 8月19日 - 8月21日          | 動画コミュニティプラットフォーム「OPENREC.tv」で生配信 | 全7公演 | 脚本・演出：谷碧仁（劇団時間制作） 出演：福島雪菜、岡田帆乃佳、立野沙紀、中村碧十（以上4名 劇団4ドル50セント） 兒玉遥、田名瀬偉年（劇団時間制作）、野村龍一（天才劇団バカバッカ） |
| 劇団4ドル50セント 『劇団4ドル50セントとろりえの年末』                              | 2020年12月23日 - 12月29日                        | 中目黒キンケロ・シアター                               | 全12公演 | 脚本・演出：奥山雄太（ろりえ） 出演(こたつチーム)：仲美海、岡田帆乃佳（以上2名 劇団4ドル50セント）、梅舟惟永（ろりえ）、荒井レイラ 出演(みかんチーム)：前田悠雅、安倍乙、立野沙紀（以上3名 劇団4ドル50セント）、岩井七世                                                                      |
| 劇団4ドル50セントオリジナル公演 『Take Off!!!!』                                   | 2022年3月17日 - 3月22日                          | シアターグリーン BOX in BOX THEATER                    | 全10公演予定中の3公演を上演 | 脚本・演出：岡本貴也 出演予定：安倍乙、國森桜、田代明、堀口紗奈、前田悠雅、本西彩希帆、八鍬乃々、尾崎尉二、中村碧十、小谷皐月、志賀愛咲、田中音江、森由姫、宮嶋璃乃（劇団4ドル50セント） 新型コロナウイルスの影響により 3月19日(土)以降の7公演を中止                                          |
| 劇団4ドル50セントオリジナル公演 『Take Off!!!!』再演                               | 2022年6月16日 - 6月19日                          | シアターグリーン BOX in BOX THEATER                    | 全7公演 | 脚本・演出：岡本貴也 出演予定：安倍乙、前田悠雅、國森桜、仲美海、岡田帆乃佳、八鍬乃々、中村碧十、尾崎尉二、志賀愛咲、田中音江、小谷皐月、宮嶋璃乃、宮地樹(体調不良により降板となった森由姫に替わって出演)、吉川真世、内田航（劇団4ドル50セント）                                              |
| 劇団4ドル50セント×Mrs.fictions コラボ公演 『伯爵のおるすばん』                     | 2022年8月24日 - 8月28日                          | 吉祥寺シアター                                         | 全7公演 | 脚本・演出 中嶋康太（Mrs.fictions） 出演：前田悠雅、岡田帆乃佳、仲美海、瀬谷直矢、宮地樹、森由姫、吉川真世 岡野康弘（Mrs.fictions）、小見美幸（青年座映画放送）、高橋義和（FUKAIPRODUCE羽衣）、高畑遊（ナカゴー）、辻響平（かわいいコンビニ店員飯田さん） 他                                  |
| 劇団4ドル50セント 第3回本公演 『ほどよく洒落たチョコレート』                       | 2023年2月8日 - 2月12日                           | シアター・アルファ東京                                 | 全8公演 | 演出：村上大樹(拙者ムニエル) 脚本：岸本鮎佳(艶∞ポリス) 出演：安倍乙、前田悠雅、岡田帆乃佳、本西彩希帆、國森桜、中村碧十 田中音江、小谷皐月、宮嶋璃乃、吉川真世、内田航、宮地樹、瀬谷直矢（劇団4ドル50セント） 罍陽子、辻本耕志（客演） 前説：後藤めぐみ（劇団4ドル50セント育成生）            |
| 劇団4ドル50セント スピンオフ公演 『生まれたその日の空は青かった』                  | 2023年7月30日 - 8月22日                          | 高田馬場ラビネスト                                     | 全30公演 | 新型コロナウイルスの影響により 7月30日(日)、31日(月)の3公演を中止し、全33公演予定中の30公演を上演 脚本・演出：田島聖也 出演：田中音江、吉川真世、中村碧十、宮嶋璃乃、小谷皐月、瀬谷直矢（劇団4ドル50セント） 前田萌香、笠原実歌、秋吉アンナ、直井瑞季（劇団4ドル50セント育成生）              |
| 劇団4ドル50セント×東京にこにこちゃん コラボ公演 『となりの奪言ちゃん』             | 2025年7月17日 - 7月21日 （予定）                 | 上野ストアハウス                                       | 全8公演 | 脚本・演出：萩田頌豊与（東京にこにこちゃん） 出演：内田航、大槻理子、菅原理久十、瀬谷直矢、田中音江、仲美海、中村碧十、前田悠雅、森由姫、吉川真世（劇団4ドル50セント） 加藤美佐江、鳥島明（はえぎわ）、髙畑遊（ナカゴー）                                                                     |

## 出演

### テレビ (音楽番組)
- 2018 FNSうたの夏まつり （2018年7月25日、フジテレビ系列）[12]
- PLAYLIST（2018年10月23日、TBS系列）
- 2018 FNS歌謡祭 第2夜（2018年12月12日、フジテレビ系列）
- オールナイトフジコ（2024年5月4日、フジテレビ）[13]

### イベント
- Rakuten GirlsAward 2017 AUTUMN/WINTER（2017年9月16日、幕張メッセ） - オープニングアクト[14]。
- LAGUNA MUSIC FES.2018 新春スペシャル（2018年1月4日、ラグーナテンボス）
- マイナビ presents 第28回 東京ガールズコレクション 2019 SPRING/SUMMER（2019年3月30日、横浜アリーナ） - オープニングアクト[15][16]。

### 生配信ドラマ
- あなたがいなくて僕たちは（2019年5月17日 - 、LINE LIVE）  - 全6回配信[17]。

### 音声配信
- 劇団4ドル50セントの「オールナイトニッポンに出るまで続けるラジオ！」（2021年2月6日 - 、stand.fm）  - 毎週土曜日配信中

### 広告
- PlayStation 4用ソフトウェア「コール オブ デューティ ワールドウォーII」（2017年10月30日 - 11月5日、東京・大阪・名古屋） - タイアップ広告展開[18]。

## 作品

### ミュージックビデオ
- 神様はいない（2021年2月27日 公開）<撮影/編集>久道成光、<撮影助手/ヘアメイク>國森桜・岡田帆乃佳、<監督/脚本>うえきやサトシ
- 愛があったら・・・（2021年5月28日 公開）<撮影/編集>久道成光、<監督/脚本>前田悠雅

## 書籍

### 雑誌掲載
- with 2018年2月号 No.453（2017年12月27日、講談社） - 気になるネタぜんぶ流行予測 [NEXT HIT/THEATER] 秋元康さんが手掛ける”役者集団”が席巻！武器はアイドル並みのルックスと”ド根性”!? 粒揃いの劇団が2018年のエンタメシーンにセンセーションを巻き起こす！ 2月の旗揚げ公演で本格始動！。
- BOMB 2018年2月号 No.456（2018年1月9日、学研）- 劇団4ドル50セント -Now the hottest theater company $4.50-。
- 週刊プレイボーイ no.9 Feb 26th 2018（2018年2月12日、集英社） - 劇団員 全30人 完全名鑑 秋元康プロデュース 劇団4ドル50セント「いくらあれば その夢は買える？」 。